# ریو تینتو (گوندومار)
شهر ریو تینتو (به پرتغالی: Rio Tinto) در گوندومار (پرتغال) در کشور پرتغال واقع شده‌است. جمعیت این شهر ۶۱٬۲۲۷ نفر  است. در تاریخ ۳۰ اوت ۱۹۹۵ به عنوان شهر شناخته شد.